# بغنونية إسفينية
بغنونية إسفينية (الاسم العلمي: Bignonia cuneata) هو نوع من النباتات يتبع جنس البغنونية من الفصيلة البنيونية.